# Meigenia vernalis
Meigenia vernalis là một loài ruồi trong họ Tachinidae.